# FIFA Manager

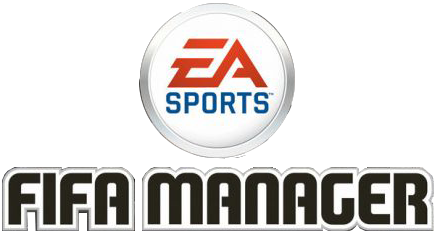
Logo de FIFA Manager.

FIFA Manager (abreviado: FIFAM) es el nombre de una serie de videojuegos de gestión futbolística desarrollado por Bright Future GmbH (en versiones anteriores de EA Sports) y publicado por Electronic Arts. El juego se llamaba Total Club Manager (abreviado: TCM), hasta que el nombre cambió a FIFA Manager con el FIFAM 06.
Antes del FIFAM y del TCM, EA Sports lanzó el FIFA Soccer Manager (1997) y The F.A. Premier League Football Manager 99, 2000, 2001 y 2002, pero mientras el primero logró atraer a poca atención, más tarde fueron puestos en libertad cuando el mercado de gestión de juegos para los títulos de Championship estaba a punto no existente, y, después de dos exitosos títulos, fue abandonado.
Sin embargo, para el año 2001, varios trabajadores de la casa alemana de software Ascaron, que desarrolló la serie muy popular Anstossen en el pasado, se trasladó a EA, y el primer juego, Fussball Manager 2002, fue lanzado sólo en Alemania, como una prueba para una posible serie. Parecido a Anstoss 3, aunque en un tono más serio (en los jugadores de Anstoss podían ser abducido por extraterrestres, el tren en el Área 51 o usar drogas para mejorar el rendimiento) y menos opciones financieras (los gerentes desarrollado por los equipos alemanes suelen incluir opciones de profundidad financiera, tales como acciones y mercados de bienes raíces), el juego tuvo comentarios positivos, y un año después el Total Club Manager 2003 fue lanzado, con Bobby Robson en la portada (por segunda vez, después del FIFA Soccer Manager).
Algunos aficionados lograron controlar los juegos en TCM 2003 por la piratería los archivos de configuración, pero la pérdida de datos y la corrupción era frecuente. La cubierta de la MTC 2004 fue el entrenador del Celtic Martin O'Neill. Criticado por una interfaz confusa, EA es reelaborado para TCM 2005, con un diseño más elegante. Campeón de Europa con el FC Porto y exentrenador del Chelsea Football Club, José Mourinho fue elegido para la cubierta principal.
Mientras que el MTC se ha lanzado para PC, Xbox y PlayStation 2, el FIFAM sólo está disponible para PC. Las versiones PS2 y Xbox del juego han sido desarrollados para EA Canadá por Budcat Creations.
El 25 de noviembre de 2013 Gerarld Köhler, fundador y diseñador de la mítica saga, informó a través de un comunicado que FIFA Manager 14 será la última entrega de la saga del simulador de fútbol lanzada por EA Sports”,  . 

## Videojuegos
| Título en inglés        | Año  | Plataformas                     |
| ----------------------- | ---- | ------------------------------- |
| Total Club Manager 2003 | 2002 | PC Windows                      |
| Total Club Manager 2004 | 2003 | PC Windows, PlayStation 2, Xbox |
| Total Club Manager 2005 | 2004 | PC Windows, PlayStation 2, Xbox |
| FIFA Manager 06         | 2005 | PC Windows                      |
| FIFA Manager 07         | 2006 | PC Windows                      |
| FIFA Manager 08         | 2007 | PC Windows                      |
| FIFA Manager 09         | 2008 | PC Windows                      |
| FIFA Manager 10         | 2009 | PC Windows                      |
| FIFA Manager 11         | 2010 | PC Windows                      |
| FIFA Manager 12         | 2011 | PC Windows                      |
| FIFA Manager 13         | 2012 | PC Windows                      |
| FIFA Manager 14         | 2013 | PC Windows                      |